# Star Wars: Rebel Assault
Star Wars: Rebel Assault es un videojuego rail shooter desarrollado y publicado por LucasArts para DOS, Apple Macintosh, Sega CD y 3DO Interactive Multiplayer, ambientado en el universo Star Wars. Lanzado en 1993, es el primer CD-ROM, único juego publicado por LucasArts. La historia del juego se centra en un joven piloto llamado Rookie One, ya que son entrenados por la Alianza Rebelde en la Guerra Civil Galáctica y, posteriormente, luchan por ella.
El juego presenta metraje digitalizado y música de las películas originales (aunque la mayor parte del metraje original se reemplaza por secuencias renderizadas CGI) y un discurso completo. Rebel Assault es uno de los títulos más antiguos que utiliza un extenso video de movimiento completo (FMV) en PC. El video se usó para mostrar gráficos 3D prerenderizados  que estaban muy por delante de lo que una PC contemporánea podría representar en tiempo real. Los desarrolladores pre-renderizaron varios entornos y batallas y el jugador voló a través de estos entornos.

## Jugabilidad
El juego consta de cuatro tipos de misiones: tres tipos de vuelos espaciales y uno a pie. Los tres tipos de misiones de vuelo espacial son en tercera persona (niveles 1, 3, 5, 7 y 11), vista aérea (niveles 1 y 13) y primera persona (niveles 2, 4, 5, 6, 8, 10, 12, 14 y 15). En los tres tipos, el barco generalmente sigue el mismo cursor que apunta sus disparos. Si el jugador mueve el cursor de apuntar después de disparar, los disparos que ya fueron disparados seguirán al cursor. 9 de los 15 niveles son en primera persona, lo que tiene un movimiento más restringido que en otros modos. Como tal, el fuego enemigo no se puede esquivar en este modo; en cambio, el jugador debe disparar al enemigo dentro de un período de tiempo establecido para evitar recibir daño, como en un juego de light gun. Solo el nivel 9 entra en el tipo de misión a pie. Este nivel coloca al jugador en una serie de tres configuraciones estacionarias, aunque el personaje del jugador se puede maniobrar horizontalmente para evitar el fuego enemigo. En unas pocas etapas, hay puntos de ramificación, muy parecidos a los de Panzer Dragoon II. Los puntos de bonificación se otorgan por precisión y si se logran los objetivos secundarios.
En algunos casos, se filmaron imágenes originales para el juego con actores, y se digitalizó un modelo de Star Destroyer (una mini cámara 'voló' a su alrededor) para una determinada misión. La mayoría de los gráficos fueron prerenderizados en 3D.

## Historia
El juego sigue las aventuras de un joven piloto conocido solo como Rookie One, un granjero de humedad de Tatooine al estilo de Luke Skywalker. El juego tiene lugar principalmente durante los eventos de Una nueva esperanza; sin embargo, se incluyen las secuencias de Hoth de El Imperio contraataca.
El juego comienza con el entrenamiento de Rookie One, seguido de un ataque al Star Destroyer "Devastator", después de su captura del "Tantive IV" en los eventos de la película. El escuadrón rebelde luego defiende la base rebelde en Hoth del ataque que se muestra en el El Imperio contraataca, y finalmente lanza un asalto a la Estrella de la Muerte, con el jugador tomando el lugar de Luke Skywalker para destruir el Estación Dé Batalla. Cada uno de los 15 capítulos presenta su propio breve clip de "final alternativo" que se reproduce si el jugador se queda sin vidas y, por lo tanto, falla la misión.
Todos los personajes originales son reemplazados por nuevos personajes y voces y, en algunos casos, nuevas situaciones. Por ejemplo, Han Solo y el Halcón Milenario son reemplazados por el Comandante Rebelde Jake Farrell en un A-Wing que salva a Rookie One justo antes de que tenga que hacer el disparo final en la Estrella de la Muerte.
El juego fue seguido por Star Wars: Rebel Assault II: The Hidden Empire.

## Diferencias entre versiones
A la versión de Sega CD le falta el Capítulo 7 (Imperial Probe Droids) y salta directamente al Capítulo 8 (Imperial Walkers), volviendo a numerar todos los capítulos posteriores en consecuencia. Los gráficos de la versión de Sega CD también son considerablemente menos nítidos y detallados que los de las versiones para PC y 3DO.

## Recepción y ventas
Star Wars: Rebel Assault fue un éxito comercial. LucasArts envió 110.000 unidades a los minoristas en el primer día del juego, y las ventas globales alcanzaron las 400.000 unidades a mediados de 1994. Para el verano de 1994, este número se elevó a 500.000 unidades. El juego vendió 1,5 millones de copias.
Computer Gaming World en febrero de 1994 dijo sobre la versión para DOS que "De alguna manera, Rebel Assault es un juego impresionante, sin embargo, tiene algunos sables de luz cortos en algunas áreas clave". Mientras elogiaba los gráficos como "los mejores hasta ahora entregados en un juego de acción para PC", el crítico se quejó de que la historia "esencialmente reproduce varias escenas de la película" a pesar de que la trama "requería un conocimiento de las películas para darle sentido". El juego era "una extraña mezcla de niveles desafiantes y sin sentido", con enemigos atacando con los mismos patrones fácilmente memorizables. La revista concluyó que "Rebel Assault es un juego de disparos magnífico y de ritmo rápido que es muy divertido de jugar. El problema es que la diversión es demasiado corta" y sin valor de repetición. En abril de 1994, la revista dijo que  Rebel Assault  "parece haber dividido a los jugadores en dos bandos: aquellos a los que les encanta y a los que no", y algunos critican la jugabilidad "muy limitada y muy repetitiva". a pesar de los gráficos "increíbles". La revista concluyó "ven a este esperando un buen espectáculo, pero asegúrate de que tu dedo en el gatillo sepa en dónde van los ojos y los oídos".
GamePro le dio a la versión para Sega CD una reseña negativa. Aunque elogiaron la música, describieron los gráficos como "granulosos, espesos y muy pixelado" y dijeron que los controles son lo suficientemente pobres como para eliminar el factor de diversión en el juego. Electronic Gaming Monthly obtuvo una puntuación de 5,75 sobre 10, comentando que la música es excelente pero que los gráficos adolecen de una paleta de colores extremadamente limitada, que incluso interfiere con la jugabilidad, lo que dificulta saber cuándo la nave del jugador se va a estrellar contra algo.
GamePro dio una reseña algo más positiva de la versión 3DO, elogiando el audio y los "gráficos asombrosos", pero nuevamente concluyó que los controles arruinan por completo el juego. Comentaron que los movimientos direccionales son nerviosos y que la necesidad de empujar el cursor hacia el borde de la pantalla para maniobrar la nave en primera persona es un problema importante. Un crítico de "Next Generation" también dijo que los gráficos y la música son impresionantes, y que el port es en general "una conversión muy cercana del juego de CD-ROM para PC", pero que "El control no es demasiado sólido y el juego es rudimentario". Le dio dos de cinco estrellas.
La reseña de Next Generation de la versión para Macintosh señaló que la recreación del juego de vehículos y escenarios del universo de Star Wars lo haría muy atractivo para los fanáticos de la franquicia, pero que el juego de rieles envejecería rápidamente para los jugadores en general. La revisión también comentó sobre el largo retraso habitual entre el lanzamiento de las versiones para PC y Macintosh, y lo calificó con dos de cinco estrellas.
Rebel Assault fue finalista en el premio al Juego de Acción del Año de Computer Gaming World en junio de 1994, perdiendo ante Prince of Persia 2: The Shadow and the Flame. Los editores escribieron que Rebel Assault "estableció un nuevo récord de ventas de juegos en CD-ROM, así como un nuevo modelo de juegos de acción basados en las propiedades de las películas".
MacUser nombró Rebel Assault uno de los 50 mejores CD-ROM de 1995.
'Entertainment Weekly le dio al juego una B y escribió que "Tienes que dárselo a la gente de LucasArts: ellos exprimen cada gota de jugo de una plataforma de juego, ya sea un CD-ROM de PC ( donde Rebel Assault ha sido un éxito de ventas durante los últimos ocho meses) o Sega CD (que acaba de lanzar el mismo juego). El problema es que Sega CD no tiene tanto jugo para empezar: gracias a la lentitud de acceso al disco del sistema y capacidades de color limitadas, esta versión de la nave de combate de Star Wars nunca alcanza la velocidad de la luz".